# Coregonus vessicus
Coregonus vessicus es una especie de pez de la familia Salmonidae en el orden de los Salmoniformes.